# Al-Riffa SC
Der Al-Riffa Sports Club (arabisch نادي الرفاع الرياضي) ist ein bahrainischer Fußballverein aus West Riffa. Aktuell spielt der Verein in der höchsten Liga des Landes der Bahraini Premier League.

## Geschichte
Gegründet wurde der Verein 1953 vom späteren Premierminister Chalifa ibn Salman Al Chalifa als West Riffa Club. 2002 wurde der Verein mit Zallaq zusammengelegt und benannte sich in Bahrain Riffa Club um. Bisher konnte der Verein 11-mal die Meisterschaft gewinnen, zuletzt 2005. 2009 verpasste man nur knapp die Meisterschaft und wurde zweiter hinter dem Muharraq Club.

## Vereinserfolge

### National
- Bahraini Premier League

Meister (14): 1982, 1987, 1990, 1993, 1997, 1998, 2000, 2003, 2005, 2012, 2014, 2019, 2021, 2022.
Vizemeister: 2009
- Bahraini King’s Cup: 1973, 1985, 1986, 1998, 2010

- Bahraini FA Cup: 2000, 2001, 2004, 2014

- Bahraini Super Cup: 2019, 2021

- Bahraini Crown Prince Cup: 2002, 2003, 2004, 2005

## Stadion
Seine Heimspiele trägt der Verein im Nationalstadion von Bahrain aus. 

## Trainer
- Theo Laseroms (1982–1984)
- Uli Maslo (1985–1988, 1993–1994)
- Rodion Gačanin (2003–2005)
- Dragan Talajić (2005–2006)
- Eelco Schattorie (2006–2007)
- Srećko Juričić (2007)
- Stefano Impagliazzo (2011–2013)
- Florin Motroc (2013–2014)